# Famille de Saint-Louis
 (août 2024).
Si vous disposez d'ouvrages ou d'articles de référence ou si vous connaissez des sites web de qualité traitant du thème abordé ici, merci de compléter l'article en donnant les références utiles à sa vérifiabilité et en les liant à la section « Notes et références ».
La famille de Saint-Louis est une organisation criminelle basée à Saint-Louis dans le Missouri et l'une des 25 familles qui composent la mafia américaine, plus connue sous le nom de Cosa nostra. Elle a prospéré durant les années 1930, pendant la Prohibition.

## Historique

### Début
Comme dans beaucoup d'autres grandes villes, Saint-Louis a connu durant la période de la Prohibition de violents règlements de compte et des luttes pour le contrôle des débits de boissons clandestins. Johnny Vitale fut le premier parrain de la mafia de Saint-Louis. Il est né dans le quartier de la Petite Sicile à Chicago dans l'Illinois. Après sa retraite, le parrain de la famille du Kansas, Rafael Caleca choisit Anthony Giordano pour le remplacer à la tête de la famille. Giordano se lança dans le prêt à taux usuraire, les paris clandestins et le racket. Il a fait partie avec de nombreux autres parrains de la réunion d'Apalachin dans l'État de New York en 1957. Il est apparu sur deux pages du magazine Life en 1967. Giordano est devenu une cible du FBI et en 1972, il est condamné pour dissimulation de revenu au Frontier Hotel and Casino à Las Vegas. L'affaire mit la lumière sur les liens qu'entretenait Giordano avec la famille de Détroit, laquelle avait acquis un siège à la Commission en 1961, représentée en la personne de Joe Zerilli. Un jour dans les années 1970, dans un bar, un reporter de Saint-Louis demanda à Giordano quels étaient ses liens avec la Mafia, ce dernier devint fou et frappa le reporter avec une barre de fer. Giordano avait des liens importants avec la mafia de Licavoli de Kansas City. Giordano mourut d'un cancer en 1980.

### L'ère de Trupiano
En 1982, Matthew « Mike » Trupiano prit le contrôle de la famille. Il est considéré comme un parrain puissant et était par ailleurs président du syndicat du Local 110 des travailleurs. Trupiano fut chargé de s'occuper des paris clandestins, du racket des travailleurs et du détournement de fonds des caisses du syndicat. Il a été reconnu coupable et a été envoyé en prison en 1992. Trupiano est mort le 22 octobre 1997.

### Situation actuelle
En 2011, cette famille du crime n'est plus aussi puissante qu'avant. Elle n'est plus détectée par les autorités locales et fédérales mais son effectif est estimé à 15-20 personnes. Son parrain actuel est Anthony « Nino » Parrino. Son influence se situe au sud de la ville et tout autour dans la région.

## Parrains de la famille de Saint-Louis
- Dominic Giambrioni (1910-1924)
- Vito Giannola (1924-1927)
- Pasquale Santino (1927)
- Carmelo Fresina (1927-1931)
- Pasquale Miceli (1931-195?)
- Anthony « Tony Lap » Lopiparo (195?-1961)
- John Vitale (1958-1961)
- Anthony Giordano (1961-1980)
- John « Johnny V. » Vitale, Jr. (1980-1982)
- Matthew « Mike » Trupiano (1982-1997)
- Anthony « Nino » Parrino (1997-présent)

### Administration actuelle
- Parrain : Parrino Anthony - Âge : 71 ans, installé : Octobre 1997
  - Underboss : Vincent « Vince » Giordano - Âge 70 ans, probablement remplacé par Joseph Cammarata
  - Consigliere : Giacomo « Jackie » Parrino - Âge: 75 ans, Affranchi : installé en 1999

#### Capitaines
- Capo : Vincent « Vinny Shotgun » Cammarata - Âge : 54 ans, neveu de Joseph Cammarata
- Capo : Frank « Big Frank » Palozzolo - Âge : 62 ans, Affranchi : 1981